# Ship Bottom
Ship Bottom es un borough ubicado en el condado de Ocean en el estado estadounidense de Nueva Jersey. En el año 2010 tenía una población de 1,156 habitantes y una densidad poblacional de 444 personas por km².

## Geografía
Ship Bottom se encuentra ubicado en las coordenadas 39°38′42″N 74°10′57″O / 39.64500, -74.18250.

## Demografía
Según la Oficina del Censo en 2000 los ingresos medios por hogar en la localidad eran de $42,098 y los ingresos medios por familia eran $60,417. Los hombres tenían unos ingresos medios de $36,382 frente a los $28,958 para las mujeres. La renta per cápita para la localidad era de $27,870. Alrededor del 8.2% de la población estaba por debajo del umbral de pobreza.